# Urraúl Bajo
Urraúl Bajo település Spanyolországban, Navarra autonóm közösségben. Urraúl Bajo Aibar, Lónguida – Longida, Urraúl Alto, Romanzado, Izagaondoa, Ibargoiti és Lumbier községekkel határos. Lakosainak száma 323 fő (2024).

## Népesség
A település népessége az elmúlt években az alábbi módon változott:
| Lakosok száma | 277  | 289  | 283  | 273  | 284  | 290  | 303  | 322  | 307  | 323  |
|               | 2001 | 2004 | 2006 | 2009 | 2011 | 2014 | 2016 | 2019 | 2021 | 2024 |